# Colobostema dudai
Colobostema dudai är en tvåvingeart som beskrevs av Nina Krivosheina 2001. Colobostema dudai ingår i släktet Colobostema och familjen dyngmyggor.
Artens utbredningsområde är Finland. Inga underarter finns listade i Catalogue of Life.